# Centris rufipes
Centris rufipes är en biart som beskrevs av Heinrich Friese 1899. Centris rufipes ingår i släktet Centris och familjen långtungebin. Inga underarter finns listade.